# Coleoquetals
Les coleoquetals (Coleochaetales) són un ordre d'algues verdes de la divisió Charophyta parenquimatoses, la qual cosa representa un dels parents pluricel·lulars més primitius de les plantes que envaïren la terra.
És qüestionable que incloguin el gènere fòssil Parka.